# Wesley Hoedt
Wesley Hoedt (* 6. März 1994 in Alkmaar) ist ein niederländischer Fußballspieler. 

## Karriere

### Verein
Nach seiner Jugendzeit bei den Reiger Boys und HVV Hollandia wechselte Hoedt 2005 in das Nachwuchsleistungszentrum von AZ Alkmaar. Nachdem er bis 2015 alle Jugendmannschaften durchlaufen hatte, erhielt im Sommer 2013 in Alkmaar seinen ersten Profivertrag. Sein UEFA-Europa-League-Debüt gab Hoedt am 12. Dezember 2013 gegen PAOK. Sein Liga-Debüt in der Eredivisie gab er am 6. April 2014 gegen Roda JC Kerkrade. Ab der Saison 2015/16 stand Wesley Hoedt bei Lazio Rom in der italienischen Serie A unter Vertrag. Am 22. August 2017 wurde bekanntgegeben, dass Hoedt zum englischen Premier-League-Klub Southampton FC wechselte. Er erhielt dort einen Fünfjahresvertrag. Die Ablösesumme soll rund 17 Millionen Euro betragen haben. Sein Pflichtspieldebüt für Southampton gab er am vierten Spieltag in der Startelf im Auswärtsspiel beim FC Watford, welches Southampton 0:2 verlor. Sein erstes Premier-League-Tor erzielte er  als Eigentor am 4. November 2018 bei der 6:1-Niederlage gegen Manchester City.
Im Januar 2019 wurde Hoedt bis zum Ende der Saison an Celta Vigo, der zu diesem Zeitpunkt in der Primera División, der obersten spanischen Liga, spielte, ausgeliehen. Es wurde eine Kaufoption zum Ablauf der Ausleihe vereinbart. Diese Option wurde aber von Celta Vigo nicht ausgeübt, so dass Hoedt in der Saison 2019/20 zunächst wieder zum Kader von Southampton gehörte.  In den ersten  Saisonspielen stand er für Southampton nicht auf dem Platz, bevor er am 2. September 2019 für ein Jahr, erneut mit anschließender Kaufoption, an den belgischen Erstdivisionär Royal Antwerpen ausgeliehen wurde. Insgesamt absolvierte er 21 Spiele, die Kaufoption wurde jedoch erneut nicht gezogen.
Anfang Oktober 2020 wechselte Hoedt auf Leihbasis zu Lazio Rom, welche nach Ablauf der Saison 2020/21 eine Kaufoption besaßen. Nach 17 Ligaspielen, sowie zwei Einsätzen im Pokal und sieben in der Champions League wurde er Mitte Mai 2021 ohne Angaben von Gründen von Lazio suspendiert.
Entsprechend wurde auch die Kaufoption nicht ausgeübt. Mitte Juni 2021 wechselte er zum belgischen Erstdivisionär RSC Anderlecht, wo er einen Vertrag bis Sommer 2025 unterschrieb. In der Saison 2021/22 bestritt er 38 von 40 möglichen Ligaspielen für Anderlecht, bei denen er ein Tor schoss, sowie alle sechs Pokalspiele mit zwei Toren. Nachdem er in der neuen Saison bis Ende Oktober 2022 alle 15 Ligaspiele, die bis zu diesem Zeitpunkt stattfanden, bestritten hatte, sowie in allen 10 Europapokal-Spielen einschließlich Qualifikation spielte, äußerte sich Hoedt unzufrieden darüber, dass er im letzten Gruppenspiel der Conference League gegen den Silkeborg IF erst in der 58. Minute eingewechselt wurde. Darauf entschied Trainer Robin Veldman, dass er bis zu einer Aussprache nur mit der Reserve trainieren dürfe. Auch danach wurde er nicht mehr eingesetzt.
Ende Januar 2023 wechselte er zum in der EFL Championship, der zweithöchsten englischen Liga, spielenden FC Watford.

### Nationalmannschaft
Von 2013 bis 2014 wurde Hoedt sechsmal in der niederländischen U-20 Nationalmannschaft eingesetzt. Ab dem 11. Oktober 2015 spielte er in der niederländischen U-21 Auswahl. Am 25. März 2017 debütierte er in der „Elftal“ im Weltmeisterschaftsqualifikationsspiel gegen Bulgarien, welches 0:2 verloren wurde. Er wurde zur Halbzeit für Matthijs de Ligt eingewechselt. Sein Startelf-Debüt gab er drei Tage später bei der 1:2-Freundschaftsspielniederlage gegen Italien. In der Folge spielte er noch vier weitere Male über die volle Spielzeit für die Nationalmannschaft, gehörte dann aber nach dem Scheitern der Qualifikation zur Fußball-Weltmeisterschaft 2018 nicht mehr zum Kader.

## Privates
Wesley Hoedt ist mit der Sängerin  Emma Heesters  liiert.

## Erfolge
- Italienischer Supercupsieger: 2017